# Oakley (Wyoming)
Oakley és una concentració de població designada pel cens dels Estats Units a l'estat de Wyoming. Segons el cens del 2000 tenia 18 habitants.

## Demografia
Segons el cens del 2000, Oakley tenia 18 habitants, 9 habitatges, i 5 famílies. La densitat de població era de 115,8 habitants/km².
Dels 9 habitatges en un 11,1% hi vivien nens de menys de 18 anys, en un 44,4% hi vivien parelles casades, en un 0% dones solteres, i en un 44,4% no eren unitats familiars. En el 44,4% dels habitatges hi vivien persones soles el 22,2% de les quals corresponia a persones de 65 anys o més que vivien soles. El nombre mitjà de persones vivint en cada habitatge era de 2 i el nombre mitjà de persones que vivien en cada família era de 2,8.
Per edats la població es repartia de la següent manera: un 11,1% tenia menys de 18 anys, un 5,6% entre 18 i 24, un 27,8% entre 25 i 44, un 38,9% de 45 a 60 i un 16,7% 65 anys o més.
L'edat mediana era de 48 anys. Per cada 100 dones de 18 o més anys hi havia 128,6 homes.
La renda mediana per habitatge era de 63.333 $ i la renda mediana per família de 64.167 $. Els homes tenien una renda mediana de 41.667 $ mentre que les dones 9.063 $. La renda per capita de la població era de 16.311 $. Cap de les famílies i el 10,5% de la població estaven per davall del llindar de pobresa.

## Poblacions més properes
El següent diagrama mostra les poblacions més properes.